# Saison 2020-2021 de l'AJ Auxerre
Maillots
Dernière mise à jour : 2 septembre 2021.
Chronologie
Saison précédente Saison suivante
L'AJ Auxerre joue lors de la saison 2020-2021, sa neuvième saison consécutive en deuxième division. Francis Graille commence sa quatrième saison en tant que président du club et Jean-Marc Furlan sa seconde en tant d'entraîneur.

## Avant-saison
La saison 2019-2020 s'est achevée prématurément le 13 mars 2020 avec la suspension puis l'annulation de la fin de la saison par la Ligue de Football Professionnel en raison de la pandémie de Covid-19.
La saison 2020-2021 reprend donc avec des mesures sanitaires strictes. Les rassemblements avec du public sont notamment interdits jusqu'à mi-juillet. La reprise est également annoncée avec des restrictions au niveau des spectateurs.
La reprise de l'entraînement a finalement lieu au 29 juin.
Un stage a lieu du 11 juillet au 18 juillet à Munster. Il est ponctué par un match amical contre le SAS Épinal pensionnaire de National 2.
L'AJ Auxerre joue également 4 autres amicaux contre quatre de National 1 (Red Star FC, US Créteil-Lusitanos, Le Mans FC et US Orléans).
Deux matchs ont été annulés pendant la préparation à cause de la Covid-19.
Le premier prévu le 5 août 2020 contre Bourges 18 est finalement annulé puisque Bourges 18 a rencontré l'AS Moulins en amical et un joueur moulinois a finalement été testé positif à la Covid-19. Par précaution, les 13 joueurs de Bourges 18 en contact avec le joueur sont en quatorzaine et le match doit être annulé. Il est finalement remplacé par un amical contre l'US Orléans.
Le second prévu le 15 août 2020 contre les Football Club des Girondins de Bordeaux après qu'un membre du club ait été testé positif à la Covid-19.
Liste des matchs amicaux ,, ,,
| 1er match                    | SAS Épinal (N2)        | 0 - 2   | AJ Auxerre                  |                          |                          |
| Samedi 18 juillet 2020 17:00 |                        | (0 - 1) | 25e Touré · 68e (pen.) Hein | Stade du Leymel, Munster | Stade du Leymel, Munster |
| Samedi 18 juillet 2020 17:00 | Rapport AJA Rapport YR |         |                             | Stade du Leymel, Munster | Stade du Leymel, Munster |

| 2e match                     | AJ Auxerre                  | 2 - 1   | Red Star FC (N1) |                               |                               |
| Samedi 25 juillet 2020 18:00 | Le Bihan 45e · Begraoui 65e | (1 - 0) | 47e Koita        | Stade Lucien Masson, Migennes | Stade Lucien Masson, Migennes |
| Samedi 25 juillet 2020 18:00 | Rapport YR                  |         |                  | Stade Lucien Masson, Migennes | Stade Lucien Masson, Migennes |

| 3e match                       | US Créteil-Lusitanos (N1) | 0 - 3   | AJ Auxerre                                |                                      |                                      |
| Mercredi 29 juillet 2020 18:00 |                           | (0 - 1) | 26e Souprayen · 82e Camara · 85e Begraoui | Stade Dominique-Duvauchelle, Créteil | Stade Dominique-Duvauchelle, Créteil |
| Mercredi 29 juillet 2020 18:00 | Rapport YR                |         |                                           | Stade Dominique-Duvauchelle, Créteil | Stade Dominique-Duvauchelle, Créteil |

| 4e match                   | AJ Auxerre                                   | 3 - 2   | Le Mans FC (N1)        |                              |                              |
| Samedi 1er août 2020 17:00 | Sakhi 19e (pen.) · Camara 22e · Begraoui 90e | (2 - 1) | 27e Avounou · 76e Yoké | Stade Jean Laloyeau, Étampes | Stade Jean Laloyeau, Étampes |
| Samedi 1er août 2020 17:00 | Rapport YR                                   |         |                        | Stade Jean Laloyeau, Étampes | Stade Jean Laloyeau, Étampes |

| 5e match                   | US Orléans (N1) | 1 - 0   | AJ Auxerre |                             |                             |
| Mercredi 5 août 2020 17:00 | Perrin 85e      | (0 - 0) |            | Stade de la Source, Orléans | Stade de la Source, Orléans |
| Mercredi 5 août 2020 17:00 | Rapport YR      |         |            | Stade de la Source, Orléans | Stade de la Source, Orléans |

| 6e match                 | AJ Auxerre        | 1 - 1   | US Orléans (N1) |                               |                               |
| Samedi 8 août 2020 18:00 | Autret 22e (pen.) | (1 - 0) | 79e Soumaré     | Stade Lucien Masson, Migennes | Stade Lucien Masson, Migennes |
| Samedi 8 août 2020 18:00 | Rapport YR        |         |                 | Stade Lucien Masson, Migennes | Stade Lucien Masson, Migennes |

Lors de la trêve internationale de septembre, l'AJ Auxerre programme un match amical contre le Dijon FCO. Le match est finalement annulé à cause de la COVID-19.
Lors de la trêve internationale d'octobre, l'AJ Auxerre affronte La Berrichonne de Châteauroux en amical.
| Octobre 2020                  | LB Châteauroux                       | 2 - 2   | AJ Auxerre                |                                          |                                          |
| Vendredi 9 octobre 2020 17:00 | Chouaref 46e · Gonçalves Pereira 68e | (0 - 1) | 7e Fortuné · 84e Begraoui | Stade Henri Luquet, Saint-Germain-du-Puy | Stade Henri Luquet, Saint-Germain-du-Puy |
| Vendredi 9 octobre 2020 17:00 | Rapport                              |         |                           | Stade Henri Luquet, Saint-Germain-du-Puy | Stade Henri Luquet, Saint-Germain-du-Puy |

## Transferts

### Mercato d'été
Ce tableau regroupe l'ensemble des transferts réalisés lors du mercato estival.
mise à jour: 24 novembre 2020
| Type    | Poste             | Nom                     | Âge | Nat.                 | Transfert           | Durée | Indemnité | Date          | Provenance/Destination                 |
| ------- | ----------------- | ----------------------- | --- | -------------------- | ------------------- | ----- | --------- | ------------- | -------------------------------------- |
| Départ  | Gardien de but    | Zacharie Boucher        | 28  | Drapeau de la France | Fin de contrat      |       |           | Mercato d'été | Áris FC (Superleague Elláda)           |
| Départ  | Défenseur         | Bendjaloud Youssouf     | 26  | Drapeau des Comores  | Fin de contrat      |       |           | Mercato d'été | Le Mans FC (National 1)                |
| Départ  | Milieu de terrain | Jordan Adéoti           | 31  | Drapeau du Bénin     | Fin de contrat      |       |           | Mercato d'été | Sarpsborg 08 FF (Eliteserien)          |
| Départ  | Milieu de terrain | Michaël Barreto         | 29  | Drapeau de la France | Fin de contrat      |       |           | Mercato d'été | AC Ajaccio (Ligue 2)                   |
| Départ  | Attaquant         | Mohamed Yattara         | 26  | Drapeau de la Guinée | Fin de contrat      |       |           | Mercato d'été | Sichuan Jiuniu FC (League One)         |
| Départ  | Milieu de terrain | Eddy Sylvestre          | 20  | Drapeau de la France | Fin de prêt         |       |           | Mercato d'été | OGC Nice (Ligue 1)                     |
| Départ  | Défenseur         | Serge-Philippe Raux-Yao | 21  | Drapeau de la France | Transfert           |       |           | Mercato d'été | Cercle Bruges KSV (Jupiler Pro League) |
| Départ  | Attaquant         | Dejan Sorgić            | 31  | Drapeau de la Serbie | Transfert           |       |           | Mercato d'été | FC Lucerne (Super League)              |
| Départ  | Gardien de but    | Mathieu Michel          | 29  | Drapeau de la France | Transfert           |       |           | Mercato d'été | Chamois niortais FC (Ligue 2)          |
| Arrivée | Attaquant         | Yanis Merdji            | 26  | Drapeau de la France | Fin de prêt         |       |           | Mercato d'été | Le Mans FC (Ligue 2)                   |
| Arrivée | Attaquant         | Kévin Fortuné           | 30  | Drapeau de la France | Joueur libre        |       |           | Mercato d'été | Tractor Club (Persian Gulf Cup)        |
| Arrivée | Défenseur         | Kryss Chapelle          | 20  | Drapeau de la France | Premier contrat pro |       |           | Mercato d'été | AJ Auxerre rés. (National 3)           |
| Arrivée | Défenseur         | Alec Georgen            | 21  | Drapeau de la France | Transfert           |       |           | Mercato d'été | US Avranches MSM (National 1)          |
| Arrivée | Gardien de but    | Donovan Léon            | 27  | Drapeau de la France | Joueur libre        |       |           | Mercato d'été | Stade brestois 29 (Ligue 1)            |
| Arrivée | Défenseur         | Gautier Lloris          | 24  | Drapeau de la France | Transfert           |       |           | Mercato d'été | OGC Nice (Ligue 1)                     |
| Arrivée | Milieu de terrain | Gauthier Hein           | 23  | Drapeau de la France | Transfert           |       |           | Mercato d'été | FC Metz (Ligue 1)                      |
| Arrivée | Milieu de terrain | Mathias Autret          | 29  | Drapeau de la France | Transfert           |       |           | Mercato d'été | Stade brestois 29 (Ligue 1)            |
| Arrivée | Défenseur         | Jubal                   | 27  | Drapeau du Brésil    | Transfert           |       |           | Mercato d'été | Vitória de Setúbal (Liga NOS)          |
| Arrivée | Attaquant         | Nicolas Mercier         | 17  | Drapeau de la France | Premier contrat pro |       |           | Mercato d'été | AJ Auxerre rés. (National 2)           |
| Type    | Poste             | Nom                     | Âge | Nat.                 | Transfert           | Durée | Indemnité | Date          | Provenance/Destination                 |

Âge = âge au moment du transfert; Nat. = nationalité; Date = date ou période du transfert ( = mercato d'été;  = mercato d'hiver)
ArrivéeDépart

### Phase aller
Ce tableau regroupe l'ensemble des transferts réalisés lors de la phase aller entre le mercato estival et hivernal.
mise à jour: 25 novembre 2020
| Type    | Poste     | Nom          | Âge | Nat.                     | Transfert           | Durée | Indemnité | Date | Provenance/Destination       |
| ------- | --------- | ------------ | --- | ------------------------ | ------------------- | ----- | --------- | ---- | ---------------------------- |
| Départ  | Défenseur | Abdoul Ba    | 26  | Drapeau de la Mauritanie | Transfert           |       |           |      | MC Oujda (Botola Pro 1)      |
| Départ  | Attaquant | Yanis Merdji | 27  | Drapeau de la France     | Transfert           |       |           |      | LB Châteauroux (Ligue 2)     |
| Arrivée | Défenseur | Paul Joly    | 20  | Drapeau de la France     | Premier contrat pro |       |           |      | AJ Auxerre rés. (National 2) |
| Type    | Poste     | Nom          | Âge | Nat.                     | Transfert           | Durée | Indemnité | Date | Provenance/Destination       |

Âge = âge au moment du transfert; Nat. = nationalité; Date = date ou période du transfert ( = mercato d'été;  = mercato d'hiver)
ArrivéeDépart

## Compétition

### Ligue 2
L'AJ Auxerre évolue en Ligue 2.

#### Résultats

##### Août 2020
| 1re journée               | AJ Auxerre                           | 0 - 2   | FC Sochaux-Montbéliard                | | |
| Samedi 22 août 2020 19:00 |                                      | (0 - 1) | 4e Diedhiou ( Weissbeck) · 46e Kitala | Stade de l'Abbé-Deschamps, Auxerre Spectateurs : 4 594 Diffuseur : Téléfoot 3 Vidéo du match Arbitrage : Mehdi Mokhtari | Stade de l'Abbé-Deschamps, Auxerre Spectateurs : 4 594 Diffuseur : Téléfoot 3 Vidéo du match Arbitrage : Mehdi Mokhtari |
| Samedi 22 août 2020 19:00 | Touré 2e · Léon 48e · Le Bihan 90+5e | Rapport | 32e Paye                              | Stade de l'Abbé-Deschamps, Auxerre Spectateurs : 4 594 Diffuseur : Téléfoot 3 Vidéo du match Arbitrage : Mehdi Mokhtari | Stade de l'Abbé-Deschamps, Auxerre Spectateurs : 4 594 Diffuseur : Téléfoot 3 Vidéo du match Arbitrage : Mehdi Mokhtari |

| 2e journée                | LB Châteauroux | 1 - 2   | AJ Auxerre                                  | | |
| Samedi 29 août 2020 19:00 | Mulumba 66e    | (0 - 0) | 59e Autret ( Sakhi) · 90e Begraoui ( Sakhi) | Stade Gaston-Petit, Châteauroux Spectateurs : 2 281 Diffuseur : Téléfoot 2 Vidéo du match Arbitrage : Pierre Gaillouste | Stade Gaston-Petit, Châteauroux Spectateurs : 2 281 Diffuseur : Téléfoot 2 Vidéo du match Arbitrage : Pierre Gaillouste |
| Samedi 29 août 2020 19:00 |                | Rapport | 65e Boto                                    | Stade Gaston-Petit, Châteauroux Spectateurs : 2 281 Diffuseur : Téléfoot 2 Vidéo du match Arbitrage : Pierre Gaillouste | Stade Gaston-Petit, Châteauroux Spectateurs : 2 281 Diffuseur : Téléfoot 2 Vidéo du match Arbitrage : Pierre Gaillouste |

##### Septembre 2020
| 3e journée                     | AJ Auxerre | 0 - 1   | Clermont Foot 63              | | |
| Samedi 12 septembre 2020 19:00 |            | (0 - 0) | 84e Dossou ( Chader)          | Stade de l'Abbé-Deschamps, Auxerre Spectateurs : 6 047 Diffuseur : Téléfoot 1 Vidéo du match Arbitrage : Guillaume Paradis | Stade de l'Abbé-Deschamps, Auxerre Spectateurs : 6 047 Diffuseur : Téléfoot 1 Vidéo du match Arbitrage : Guillaume Paradis |
| Samedi 12 septembre 2020 19:00 |            | Rapport | 54e Hountondji · 74e Iglesias | Stade de l'Abbé-Deschamps, Auxerre Spectateurs : 6 047 Diffuseur : Téléfoot 1 Vidéo du match Arbitrage : Guillaume Paradis | Stade de l'Abbé-Deschamps, Auxerre Spectateurs : 6 047 Diffuseur : Téléfoot 1 Vidéo du match Arbitrage : Guillaume Paradis |

| 4e journée                    | AJ Auxerre                         | 2 - 1   | ESTAC Troyes                             | | |
| Lundi 21 septembre 2020 20:45 | Ngando 37e · (Arcus ) Le Bihan 58e | (1 - 0) | 90+1e Touzghar ( Lumeka)                 | Stade de l'Abbé-Deschamps, Auxerre Spectateurs : 5 169 Diffuseur : beIN Sports 1 Vidéo du match Arbitrage : Olivier Thual | Stade de l'Abbé-Deschamps, Auxerre Spectateurs : 5 169 Diffuseur : beIN Sports 1 Vidéo du match Arbitrage : Olivier Thual |
| Lundi 21 septembre 2020 20:45 | Arcus 61e                          | Rapport | 79e Tardieu · 88e Salmier · 90+4e Lumeka | Stade de l'Abbé-Deschamps, Auxerre Spectateurs : 5 169 Diffuseur : beIN Sports 1 Vidéo du match Arbitrage : Olivier Thual | Stade de l'Abbé-Deschamps, Auxerre Spectateurs : 5 169 Diffuseur : beIN Sports 1 Vidéo du match Arbitrage : Olivier Thual |

| 5e journée                     | Toulouse FC                                            | 3 - 1   | AJ Auxerre   | | |
| Samedi 26 septembre 2020 15:00 | van den Boomen 69e (pen.) · Moreira 86e · Healey 90+3e | (0 - 0) | 58e Le Bihan | Stadium de Toulouse, Toulouse Spectateurs : 0 Diffuseur : beIN Sports 2 Vidéo du match Arbitrage : Mathieu Vernice | Stadium de Toulouse, Toulouse Spectateurs : 0 Diffuseur : beIN Sports 2 Vidéo du match Arbitrage : Mathieu Vernice |
| Samedi 26 septembre 2020 15:00 | van den Boomen 43e · Moreira 90+2e                     | Rapport | 34e Sakhi    | Stadium de Toulouse, Toulouse Spectateurs : 0 Diffuseur : beIN Sports 2 Vidéo du match Arbitrage : Mathieu Vernice | Stadium de Toulouse, Toulouse Spectateurs : 0 Diffuseur : beIN Sports 2 Vidéo du match Arbitrage : Mathieu Vernice |

##### Octobre 2020
| 6e journée                  | AJ Auxerre                                                                                              | 5 - 1   | AC Ajaccio              | | |
| Samedi 3 octobre 2020 19:00 | (Autret ) Le Bihan 7e · Dugimont 24e (pen.) · Le Bihan 37e · (Sakhi ) Dugimont 41e · Fortuné 84e (pen.) | (4 - 1) | 30e Elisor ( Lecoeuche) | Stade de l'Abbé-Deschamps, Auxerre Spectateurs : 5 000 Diffuseur : Téléfoot 8 Vidéo du match Arbitrage : Bartolomeu Varela | Stade de l'Abbé-Deschamps, Auxerre Spectateurs : 5 000 Diffuseur : Téléfoot 8 Vidéo du match Arbitrage : Bartolomeu Varela |
| Samedi 3 octobre 2020 19:00 | Touré 33e · Arcus 80e                                                                                   | Rapport | 14e Moussiti-Oko        | Stade de l'Abbé-Deschamps, Auxerre Spectateurs : 5 000 Diffuseur : Téléfoot 8 Vidéo du match Arbitrage : Bartolomeu Varela | Stade de l'Abbé-Deschamps, Auxerre Spectateurs : 5 000 Diffuseur : Téléfoot 8 Vidéo du match Arbitrage : Bartolomeu Varela |

| 7e journée                  | EA Guingamp                                 | 2 - 0   | AJ Auxerre               | | |
| Lundi 19 octobre 2020 20:45 | (Robail ) Pelé 59e · (Mellot ) Livolant 81e | (0 - 0) |                          | Stade de Roudourou, Guingamp Spectateurs : 5 340 Diffuseur : beIN Sports 1 Vidéo du match Arbitrage : Nicolas Rainville | Stade de Roudourou, Guingamp Spectateurs : 5 340 Diffuseur : beIN Sports 1 Vidéo du match Arbitrage : Nicolas Rainville |
| Lundi 19 octobre 2020 20:45 | Mellot 89e                                  | Rapport | 76e Lloris · 88e Fortuné | Stade de Roudourou, Guingamp Spectateurs : 5 340 Diffuseur : beIN Sports 1 Vidéo du match Arbitrage : Nicolas Rainville | Stade de Roudourou, Guingamp Spectateurs : 5 340 Diffuseur : beIN Sports 1 Vidéo du match Arbitrage : Nicolas Rainville |

| 8e journée                   | AJ Auxerre                                                                            | 4 - 0   | FC Chambly Oise | | |
| Samedi 24 octobre 2020 19:00 | (Sakhi ) Le Bihan 17e · Dugimont 20e · (Autret ) Le Bihan 29e · (Sakhi ) Le Bihan 49e | (3 - 0) |                 | Stade de l'Abbé-Deschamps, Auxerre Spectateurs : 4 418 Diffuseur : Téléfoot 2 Vidéo du match Arbitrage : Pierre Gaillouste | Stade de l'Abbé-Deschamps, Auxerre Spectateurs : 4 418 Diffuseur : Téléfoot 2 Vidéo du match Arbitrage : Pierre Gaillouste |
| Samedi 24 octobre 2020 19:00 | Bernard 19e                                                                           | Rapport |                 | Stade de l'Abbé-Deschamps, Auxerre Spectateurs : 4 418 Diffuseur : Téléfoot 2 Vidéo du match Arbitrage : Pierre Gaillouste | Stade de l'Abbé-Deschamps, Auxerre Spectateurs : 4 418 Diffuseur : Téléfoot 2 Vidéo du match Arbitrage : Pierre Gaillouste |

| 9e journée                   | Rodez AF                   | 2 - 2   | AJ Auxerre                                    | | |
| Samedi 31 octobre 2020 19:00 | Bonnet 23e · Douline 38e   | (2 - 1) | 35e Autret ( Sakhi) · 73e Le Bihan ( Bernard) | Stade Paul-Lignon, Rodez Spectateurs : 0 (huis clos) Diffuseur : Téléfoot 6 Vidéo du match Arbitrage : Mehdi Mohktari | Stade Paul-Lignon, Rodez Spectateurs : 0 (huis clos) Diffuseur : Téléfoot 6 Vidéo du match Arbitrage : Mehdi Mohktari |
| Samedi 31 octobre 2020 19:00 | Sanaia 48e · Chougrani 56e | Rapport | 64e Sakhi · 90+1e Le Bihan                    | Stade Paul-Lignon, Rodez Spectateurs : 0 (huis clos) Diffuseur : Téléfoot 6 Vidéo du match Arbitrage : Mehdi Mohktari | Stade Paul-Lignon, Rodez Spectateurs : 0 (huis clos) Diffuseur : Téléfoot 6 Vidéo du match Arbitrage : Mehdi Mohktari |

##### Novembre 2020
| 10e journée                  | AJ Auxerre                                   | 2 - 1   | Amiens SC            | | |
| Samedi 7 novembre 2020 19:00 | (Ngando ) Sakhi 44e · (Ngando ) Dugimont 57e | (1 - 0) | 77e Timité           | Stade de l'Abbé-Deschamps, Auxerre Spectateurs : 0 (huis clos) Diffuseur : Téléfoot 1 Vidéo du match Arbitrage : Abdelatif Kherradji | Stade de l'Abbé-Deschamps, Auxerre Spectateurs : 0 (huis clos) Diffuseur : Téléfoot 1 Vidéo du match Arbitrage : Abdelatif Kherradji |
| Samedi 7 novembre 2020 19:00 | Coeff 6e · Bernard 36e · Fortuné 81e         | Rapport | 33e Opoku · 90+2e Sy | Stade de l'Abbé-Deschamps, Auxerre Spectateurs : 0 (huis clos) Diffuseur : Téléfoot 1 Vidéo du match Arbitrage : Abdelatif Kherradji | Stade de l'Abbé-Deschamps, Auxerre Spectateurs : 0 (huis clos) Diffuseur : Téléfoot 1 Vidéo du match Arbitrage : Abdelatif Kherradji |

| 11e journée                   | Paris FC                                            | 0 - 3   | AJ Auxerre                                                  | | |
| Samedi 21 novembre 2020 19:00 |                                                     | (0 - 3) | 5e Le Bihan ( Autret) · 9e Dugimont ( Arcus) · 38e Le Bihan | Stade Charléty, Paris Spectateurs : 0 (huis clos) Diffuseur : Téléfoot 7 Vidéo du match Arbitrage : Mathieu Vernice | Stade Charléty, Paris Spectateurs : 0 (huis clos) Diffuseur : Téléfoot 7 Vidéo du match Arbitrage : Mathieu Vernice |
| Samedi 21 novembre 2020 19:00 | Name 35e · Pitroipa 41e · Diakité 53e · N'Diaye 75e | Rapport | 7e Dugimont                                                 | Stade Charléty, Paris Spectateurs : 0 (huis clos) Diffuseur : Téléfoot 7 Vidéo du match Arbitrage : Mathieu Vernice | Stade Charléty, Paris Spectateurs : 0 (huis clos) Diffuseur : Téléfoot 7 Vidéo du match Arbitrage : Mathieu Vernice |

| 12e journée                   | AJ Auxerre                                                   | 1 - 1   | Valenciennes FC         | | |
| Samedi 28 novembre 2020 19:00 | Autret 45+1e                                                 | (1 - 1) | 12e Chevalier ( Cabral) | Stade de l'Abbé-Deschamps, Auxerre Spectateurs : 0 (huis clos) Diffuseur : Téléfoot 1 Vidéo du match Arbitrage : Rémi Landry | Stade de l'Abbé-Deschamps, Auxerre Spectateurs : 0 (huis clos) Diffuseur : Téléfoot 1 Vidéo du match Arbitrage : Rémi Landry |
| Samedi 28 novembre 2020 19:00 | Coeff 21e · Jubal 38e · Le Bihan 58e · Lloris 64e · Ndom 90e | Rapport | 14e Guillaume           | Stade de l'Abbé-Deschamps, Auxerre Spectateurs : 0 (huis clos) Diffuseur : Téléfoot 1 Vidéo du match Arbitrage : Rémi Landry | Stade de l'Abbé-Deschamps, Auxerre Spectateurs : 0 (huis clos) Diffuseur : Téléfoot 1 Vidéo du match Arbitrage : Rémi Landry |

##### Décembre 2020
| 13e journée                   | Le Havre AC                             | 1 - 1   | AJ Auxerre               | | |
| Mardi 1er décembre 2020 19:00 | Lloris 49e (csc)                        | (0 - 1) | 39e Autret ( Hein)       | Stade Océane, Le Havre Spectateurs : 0 (huis clos) Diffuseur : beIN Sports 2 Vidéo du match Arbitrage : Bartolomeu Varela | Stade Océane, Le Havre Spectateurs : 0 (huis clos) Diffuseur : beIN Sports 2 Vidéo du match Arbitrage : Bartolomeu Varela |
| Mardi 1er décembre 2020 19:00 | Thiaré 34e · Gorgelin 44e · Abdelli 65e | Rapport | 52e Jubal · 56e Bellugou | Stade Océane, Le Havre Spectateurs : 0 (huis clos) Diffuseur : beIN Sports 2 Vidéo du match Arbitrage : Bartolomeu Varela | Stade Océane, Le Havre Spectateurs : 0 (huis clos) Diffuseur : beIN Sports 2 Vidéo du match Arbitrage : Bartolomeu Varela |

| 14e journée                  | AJ Auxerre | 6 - 0   | Chamois niortais FC | | |
| Samedi 5 décembre 2020 19:00 | (Autret ) Le Bihan 4e · (Le Bihan ) Autret 34e · (Jubal ) Le Bihan 50e · (Ngando ) Hein 65e · Sakhi 76e · Le Bihan 81e | (2 - 0) |                     | Stade de l'Abbé-Deschamps, Auxerre Spectateurs : 0 (huis clos) Diffuseur : Téléfoot 8 Vidéo du match Arbitrage : Romain Lissorgue | Stade de l'Abbé-Deschamps, Auxerre Spectateurs : 0 (huis clos) Diffuseur : Téléfoot 8 Vidéo du match Arbitrage : Romain Lissorgue |
| Samedi 5 décembre 2020 19:00 | Arcus 27e | Rapport | 38e Moutachy        | Stade de l'Abbé-Deschamps, Auxerre Spectateurs : 0 (huis clos) Diffuseur : Téléfoot 8 Vidéo du match Arbitrage : Romain Lissorgue | Stade de l'Abbé-Deschamps, Auxerre Spectateurs : 0 (huis clos) Diffuseur : Téléfoot 8 Vidéo du match Arbitrage : Romain Lissorgue |

| 15e journée                   | AS Nancy Lorraine                           | 2 - 2   | AJ Auxerre                          | | |
| Samedi 12 décembre 2020 19:00 | (Rocha Santos ) Seka 31e · Bassi 48e (pen.) | (1 - 2) | 32e Autret · 35e Sakhi ( Le Bihan)  | Stade Marcel-Picot, Tomblaine Spectateurs : 0 (huis clos) Diffuseur : Téléfoot 6 Vidéo du match Arbitrage : Alain Durieux | Stade Marcel-Picot, Tomblaine Spectateurs : 0 (huis clos) Diffuseur : Téléfoot 6 Vidéo du match Arbitrage : Alain Durieux |
| Samedi 12 décembre 2020 19:00 | Ciss 69e                                    | Rapport | 24e Bernard · 56e Autret · 90e Ndom | Stade Marcel-Picot, Tomblaine Spectateurs : 0 (huis clos) Diffuseur : Téléfoot 6 Vidéo du match Arbitrage : Alain Durieux | Stade Marcel-Picot, Tomblaine Spectateurs : 0 (huis clos) Diffuseur : Téléfoot 6 Vidéo du match Arbitrage : Alain Durieux |

| 16e journée                     | AJ Auxerre                          | 2 - 1   | Pau FC                   | | |
| Vendredi 18 décembre 2020 20:00 | Jubal 29e · Dugimont 49e            | (1 - 1) | 12e Batisse              | Stade de l'Abbé-Deschamps, Auxerre Spectateurs : 0 (huis clos) Diffuseur : Téléfoot 3 Vidéo du match Arbitrage : Guillaume Paradis | Stade de l'Abbé-Deschamps, Auxerre Spectateurs : 0 (huis clos) Diffuseur : Téléfoot 3 Vidéo du match Arbitrage : Guillaume Paradis |
| Vendredi 18 décembre 2020 20:00 | Sakhi 33e · Fortuné 72e · Coeff 81e | Rapport | 43e Bayard · 83e Kouassi | Stade de l'Abbé-Deschamps, Auxerre Spectateurs : 0 (huis clos) Diffuseur : Téléfoot 3 Vidéo du match Arbitrage : Guillaume Paradis | Stade de l'Abbé-Deschamps, Auxerre Spectateurs : 0 (huis clos) Diffuseur : Téléfoot 3 Vidéo du match Arbitrage : Guillaume Paradis |

| 17e journée                  | USL Dunkerque             | 0 - 1   | AJ Auxerre               | | |
| Mardi 22 décembre 2020 20:00 |                           | (0 - 0) | 58e Dugimont ( Le Bihan) | Stade Marcel-Tribut, Dunkerque Spectateurs : 0 (huis clos) Diffuseur : Téléfoot 2 Vidéo du match Arbitrage : Arnaud Baert | Stade Marcel-Tribut, Dunkerque Spectateurs : 0 (huis clos) Diffuseur : Téléfoot 2 Vidéo du match Arbitrage : Arnaud Baert |
| Mardi 22 décembre 2020 20:00 | Huysman 17e · Dudouit 34e | Rapport | 86e Hein                 | Stade Marcel-Tribut, Dunkerque Spectateurs : 0 (huis clos) Diffuseur : Téléfoot 2 Vidéo du match Arbitrage : Arnaud Baert | Stade Marcel-Tribut, Dunkerque Spectateurs : 0 (huis clos) Diffuseur : Téléfoot 2 Vidéo du match Arbitrage : Arnaud Baert |

##### Janvier 2021
| 18e journée                | AJ Auxerre            | 1 - 1   | SM Caen              | | |
| Mardi 5 janvier 2021 20:00 | (Sakhi ) Dugimont 53e | (0 - 0) | 81e Jeannot ( Mendy) | Stade de l'Abbé-Deschamps, Auxerre Spectateurs : 0 (huis clos) Diffuseur : Téléfoot 1 Vidéo du match Arbitrage : Rémi Landry | Stade de l'Abbé-Deschamps, Auxerre Spectateurs : 0 (huis clos) Diffuseur : Téléfoot 1 Vidéo du match Arbitrage : Rémi Landry |
| Mardi 5 janvier 2021 20:00 | Lloris 3e · Hein 90e  | Rapport | 6e Vandermersch      | Stade de l'Abbé-Deschamps, Auxerre Spectateurs : 0 (huis clos) Diffuseur : Téléfoot 1 Vidéo du match Arbitrage : Rémi Landry | Stade de l'Abbé-Deschamps, Auxerre Spectateurs : 0 (huis clos) Diffuseur : Téléfoot 1 Vidéo du match Arbitrage : Rémi Landry |

| 19e journée                 | Grenoble Foot 38                             | 2 - 2   | AJ Auxerre                                     | | |
| Samedi 9 janvier 2021 15:00 | ( Mombris) Anani 79e · ( Perez) Nestor 90+3e | (0 - 1) | 23e Le Bihan ( Autret) · 50e Sakhi ( Le Bihan) | Stade des Alpes, Grenoble Spectateurs : 0 (huis clos) Diffuseur : beIN Sports 1 Vidéo du match Arbitrage : Bartolomeu Varela | Stade des Alpes, Grenoble Spectateurs : 0 (huis clos) Diffuseur : beIN Sports 1 Vidéo du match Arbitrage : Bartolomeu Varela |
| Samedi 9 janvier 2021 15:00 |                                              | Rapport | 45+1e Coeff · 85e Ndom · 90+2e Bernard         | Stade des Alpes, Grenoble Spectateurs : 0 (huis clos) Diffuseur : beIN Sports 1 Vidéo du match Arbitrage : Bartolomeu Varela | Stade des Alpes, Grenoble Spectateurs : 0 (huis clos) Diffuseur : beIN Sports 1 Vidéo du match Arbitrage : Bartolomeu Varela |

| 20e journée                  | AJ Auxerre                                                             | 4 - 1   | LB Châteauroux     | | |
| Samedi 16 janvier 2021 19:20 | Fortuné 9e · (Autret ) Sakhi 67e · (Dugimont ) Hein 79e · Begraoui 90e | (1 - 1) | 36e Merdji ( Sunu) | Stade de l'Abbé-Deschamps, Auxerre Spectateurs : 0 (huis clos) Diffuseur : Téléfoot 3 Vidéo du match Arbitrage : Éric Wattellier | Stade de l'Abbé-Deschamps, Auxerre Spectateurs : 0 (huis clos) Diffuseur : Téléfoot 3 Vidéo du match Arbitrage : Éric Wattellier |
| Samedi 16 janvier 2021 19:20 | Rapport                                                                |         |                    | Stade de l'Abbé-Deschamps, Auxerre Spectateurs : 0 (huis clos) Diffuseur : Téléfoot 3 Vidéo du match Arbitrage : Éric Wattellier | Stade de l'Abbé-Deschamps, Auxerre Spectateurs : 0 (huis clos) Diffuseur : Téléfoot 3 Vidéo du match Arbitrage : Éric Wattellier |

| 21e journée                  | Clermont Foot 63      | 1 - 0   | AJ Auxerre            | | |
| Samedi 23 janvier 2021 15:00 | (Gastien ) Dossou 13e | (1 - 0) |                       | Stade Gabriel-Montpied, Clermont-Ferrand Spectateurs : 0 (huis clos) Diffuseur : beIN Sports 2 Vidéo du match Arbitrage : Jérémy Stinat | Stade Gabriel-Montpied, Clermont-Ferrand Spectateurs : 0 (huis clos) Diffuseur : beIN Sports 2 Vidéo du match Arbitrage : Jérémy Stinat |
| Samedi 23 janvier 2021 15:00 | Hountondji 84e        | Rapport | 20e Autret · 84e Hein | Stade Gabriel-Montpied, Clermont-Ferrand Spectateurs : 0 (huis clos) Diffuseur : beIN Sports 2 Vidéo du match Arbitrage : Jérémy Stinat | Stade Gabriel-Montpied, Clermont-Ferrand Spectateurs : 0 (huis clos) Diffuseur : beIN Sports 2 Vidéo du match Arbitrage : Jérémy Stinat |

| 22e journée                  | ESTAC Troyes                           | 3 - 1   | AJ Auxerre              | | |
| Samedi 30 janvier 2021 15:00 | Dingomé 28e · Raveloson 75e · Gory 90e | (1 - 0) | 79e Fortuné ( Dugimont) | Stade de l'Aube, Troyes Spectateurs : 0 (huis clos) Diffuseur : beIN Sports 2 Vidéo du match Arbitrage : Benoît Bastien | Stade de l'Aube, Troyes Spectateurs : 0 (huis clos) Diffuseur : beIN Sports 2 Vidéo du match Arbitrage : Benoît Bastien |
| Samedi 30 janvier 2021 15:00 | Gallon 79e · Salmier 90+2e             | Rapport | 69e Coeff               | Stade de l'Aube, Troyes Spectateurs : 0 (huis clos) Diffuseur : beIN Sports 2 Vidéo du match Arbitrage : Benoît Bastien | Stade de l'Aube, Troyes Spectateurs : 0 (huis clos) Diffuseur : beIN Sports 2 Vidéo du match Arbitrage : Benoît Bastien |

##### Février 2021
| 23e journée                | AJ Auxerre                                                          | 3 - 1   | Toulouse FC              | | |
| Mardi 2 février 2021 20:00 | (Sakhi ) Dugimont 4e · (Autret ) Ngando 42e · (Sakhi ) Dugimont 77e | (2 - 0) | 90+3e (pen.) Healey      | Stade de l'Abbé-Deschamps, Auxerre Spectateurs : 0 (huis clos) Diffuseur : beIN Sports 1 Vidéo du match Arbitrage : Guillaume Paradis | Stade de l'Abbé-Deschamps, Auxerre Spectateurs : 0 (huis clos) Diffuseur : beIN Sports 1 Vidéo du match Arbitrage : Guillaume Paradis |
| Mardi 2 février 2021 20:00 | Bernard 90+2e                                                       | Rapport | 80e Healey · 88e Machado | Stade de l'Abbé-Deschamps, Auxerre Spectateurs : 0 (huis clos) Diffuseur : beIN Sports 1 Vidéo du match Arbitrage : Guillaume Paradis | Stade de l'Abbé-Deschamps, Auxerre Spectateurs : 0 (huis clos) Diffuseur : beIN Sports 1 Vidéo du match Arbitrage : Guillaume Paradis |

| 24e journée                   | AC Ajaccio                | 0 - 0   | AJ Auxerre     | | |
| Vendredi 5 février 2021 20:00 |                           | (0 - 0) |                | Stade François-Coty, Ajaccio Spectateurs : 0 (huis clos) Diffuseur : Téléfoot 4 Vidéo du match Arbitrage : Gaël Angoula | Stade François-Coty, Ajaccio Spectateurs : 0 (huis clos) Diffuseur : Téléfoot 4 Vidéo du match Arbitrage : Gaël Angoula |
| Vendredi 5 février 2021 20:00 | Bayala 50e · Youssouf 90e | Rapport | 6e, 84e Lloris | Stade François-Coty, Ajaccio Spectateurs : 0 (huis clos) Diffuseur : Téléfoot 4 Vidéo du match Arbitrage : Gaël Angoula | Stade François-Coty, Ajaccio Spectateurs : 0 (huis clos) Diffuseur : Téléfoot 4 Vidéo du match Arbitrage : Gaël Angoula |

| 25e journée                  | AJ Auxerre              | 1 - 1   | EA Guingamp | | |
| Samedi 13 février 2021 15:00 | Bernard 37e             | (1 - 1) | 18e Gomis   | Stade de l'Abbé-Deschamps, Auxerre Spectateurs : 0 (huis clos) Diffuseur : beIN Sports 2 Vidéo du match Arbitrage : Pierre Gaillouste | Stade de l'Abbé-Deschamps, Auxerre Spectateurs : 0 (huis clos) Diffuseur : beIN Sports 2 Vidéo du match Arbitrage : Pierre Gaillouste |
| Samedi 13 février 2021 15:00 | Bernard 25e · Jubal 65e | Rapport |             | Stade de l'Abbé-Deschamps, Auxerre Spectateurs : 0 (huis clos) Diffuseur : beIN Sports 2 Vidéo du match Arbitrage : Pierre Gaillouste | Stade de l'Abbé-Deschamps, Auxerre Spectateurs : 0 (huis clos) Diffuseur : beIN Sports 2 Vidéo du match Arbitrage : Pierre Gaillouste |

| 26e journée                  | FC Chambly Oise                                         | 0 - 1   | AJ Auxerre                         | | |
| Samedi 20 février 2021 19:00 |                                                         | (0 - 0) | 70e (pen.) Dugimont                | Stade Pierre-Brisson, Beauvais Spectateurs : 0 (huis clos) Diffuseur : beIN Sports Max 7 Vidéo du match Arbitrage : Mikael Lesage | Stade Pierre-Brisson, Beauvais Spectateurs : 0 (huis clos) Diffuseur : beIN Sports Max 7 Vidéo du match Arbitrage : Mikael Lesage |
| Samedi 20 février 2021 19:00 | Callegari 56e · Le Roy 69e · Soubervie 77e · Jaques 77e | Rapport | 43e Arcus · 74e Lloris · 78e Touré | Stade Pierre-Brisson, Beauvais Spectateurs : 0 (huis clos) Diffuseur : beIN Sports Max 7 Vidéo du match Arbitrage : Mikael Lesage | Stade Pierre-Brisson, Beauvais Spectateurs : 0 (huis clos) Diffuseur : beIN Sports Max 7 Vidéo du match Arbitrage : Mikael Lesage |

| 27e journée                  | AJ Auxerre                            | 0 - 1   | Rodez AF     | | |
| Samedi 27 février 2021 19:00 |                                       | (0 - 0) | 80e Leborgne | Stade de l'Abbé-Deschamps, Auxerre Spectateurs : 0 (huis clos) Diffuseur : beIN Sports Max 6 Vidéo du match Arbitrage : Benjamin Lepaysant | Stade de l'Abbé-Deschamps, Auxerre Spectateurs : 0 (huis clos) Diffuseur : beIN Sports Max 6 Vidéo du match Arbitrage : Benjamin Lepaysant |
| Samedi 27 février 2021 19:00 | Ngando 62e · Sakhi 71e · Le Bihan 88e | Rapport |              | Stade de l'Abbé-Deschamps, Auxerre Spectateurs : 0 (huis clos) Diffuseur : beIN Sports Max 6 Vidéo du match Arbitrage : Benjamin Lepaysant | Stade de l'Abbé-Deschamps, Auxerre Spectateurs : 0 (huis clos) Diffuseur : beIN Sports Max 6 Vidéo du match Arbitrage : Benjamin Lepaysant |

##### Mars 2021
| 28e journée             | Amiens SC               | 1 - 1   | AJ Auxerre             | | |
| Mardi 2 mars 2021 20:00 | (Diakhaby ) Lomotey 29e | (1 - 1) | 12e Le Bihan (Lloris ) | Stade de la Licorne, Amiens Spectateurs : 0 (huis clos) Diffuseur : beIN Sports Max 6 Arbitrage : Romain Lissorgue | Stade de la Licorne, Amiens Spectateurs : 0 (huis clos) Diffuseur : beIN Sports Max 6 Arbitrage : Romain Lissorgue |
| Mardi 2 mars 2021 20:00 | Opoku 60e               | Rapport |                        | Stade de la Licorne, Amiens Spectateurs : 0 (huis clos) Diffuseur : beIN Sports Max 6 Arbitrage : Romain Lissorgue | Stade de la Licorne, Amiens Spectateurs : 0 (huis clos) Diffuseur : beIN Sports Max 6 Arbitrage : Romain Lissorgue |

| 29e journée               | AJ Auxerre | 0 - 0   | Paris FC | | |
| Samedi 13 mars 2021 15:00 |            | (0 - 0) |          | Stade de l'Abbé-Deschamps, Auxerre Spectateurs : 0 (huis clos) Diffuseur : beIN Sports 2 Arbitrage : Antony Gautier | Stade de l'Abbé-Deschamps, Auxerre Spectateurs : 0 (huis clos) Diffuseur : beIN Sports 2 Arbitrage : Antony Gautier |

| 30e journée               | Valenciennes FC                           | 2 - 2   | AJ Auxerre                | | |
| Samedi 20 mars 2021 20:00 | Cuffaut 45+1e (pen.) · Guillaume 86e      | (1 - 2) | 22e Lloris · 32e Le Bihan | Stade du Hainaut, Valenciennes Spectateurs : 0 (huis clos) Diffuseur : beIN Sports 2 (multiplex) et beIN Sports max 8 Arbitrage : Pierre Gaillouste | Stade du Hainaut, Valenciennes Spectateurs : 0 (huis clos) Diffuseur : beIN Sports 2 (multiplex) et beIN Sports max 8 Arbitrage : Pierre Gaillouste |
| Samedi 20 mars 2021 20:00 | Masson 62e · Kankava 83e · Doukouré 90+3e | Rapport | 81e Touré                 | Stade du Hainaut, Valenciennes Spectateurs : 0 (huis clos) Diffuseur : beIN Sports 2 (multiplex) et beIN Sports max 8 Arbitrage : Pierre Gaillouste | Stade du Hainaut, Valenciennes Spectateurs : 0 (huis clos) Diffuseur : beIN Sports 2 (multiplex) et beIN Sports max 8 Arbitrage : Pierre Gaillouste |

##### Avril 2021
| 31e journée              | AJ Auxerre                         | 1 - 1   | Le Havre AC       | | |
| Lundi 5 avril 2021 20:45 | Dugimont 39e                       | (1 - 0) | 53e (pen.) Bonnet | Stade de l'Abbé-Deschamps, Auxerre Spectateurs : 0 (huis clos) Diffuseur : beIN Sports 1 Arbitrage : Mathieu Vernice | Stade de l'Abbé-Deschamps, Auxerre Spectateurs : 0 (huis clos) Diffuseur : beIN Sports 1 Arbitrage : Mathieu Vernice |
| Lundi 5 avril 2021 20:45 | Jubal 37e · Coeff 52e · Autret 56e | Rapport |                   | Stade de l'Abbé-Deschamps, Auxerre Spectateurs : 0 (huis clos) Diffuseur : beIN Sports 1 Arbitrage : Mathieu Vernice | Stade de l'Abbé-Deschamps, Auxerre Spectateurs : 0 (huis clos) Diffuseur : beIN Sports 1 Arbitrage : Mathieu Vernice |

| 32e journée                | Chamois niortais FC | 0 - 4   | AJ Auxerre                                                       | | |
| Samedi 10 avril 2021 20:00 |                     | (0 - 1) | 35e 59e Lloris ( Sakhi) ( Sakhi) · 69e Hein · 76e Coeff ( Sakhi) | Stade René-Gaillard, Niort Spectateurs : 0 (huis clos) Diffuseur : beIN Sports Max 9 Arbitrage : Nicolas Rainville | Stade René-Gaillard, Niort Spectateurs : 0 (huis clos) Diffuseur : beIN Sports Max 9 Arbitrage : Nicolas Rainville |
| Samedi 10 avril 2021 20:00 | Rapport             |         |                                                                  | Stade René-Gaillard, Niort Spectateurs : 0 (huis clos) Diffuseur : beIN Sports Max 9 Arbitrage : Nicolas Rainville | Stade René-Gaillard, Niort Spectateurs : 0 (huis clos) Diffuseur : beIN Sports Max 9 Arbitrage : Nicolas Rainville |

| 33e journée                | AJ Auxerre                                                   | 3 - 2   | AS Nancy Lorraine                                    | | |
| Samedi 17 avril 2021 20:00 | ( Autret) Lloris 19e · ( Autret) Jr 41e · ( Arcus) Coeff 84e | (2 - 1) | 3e Scheidler ( Triboulet) · 71e Seka () Rocha Santos | Stade de l'Abbé-Deschamps, Auxerre Spectateurs : 0 (huis clos) Diffuseur : beIN Sports Max Arbitrage : Florent Batta | Stade de l'Abbé-Deschamps, Auxerre Spectateurs : 0 (huis clos) Diffuseur : beIN Sports Max Arbitrage : Florent Batta |
| Samedi 17 avril 2021 20:00 | Jr 57e · Arcus 65e                                           | Rapport | 48e Akichi · 58e El Kaoutari                         | Stade de l'Abbé-Deschamps, Auxerre Spectateurs : 0 (huis clos) Diffuseur : beIN Sports Max Arbitrage : Florent Batta | Stade de l'Abbé-Deschamps, Auxerre Spectateurs : 0 (huis clos) Diffuseur : beIN Sports Max Arbitrage : Florent Batta |

| 34e journée               | Pau FC                                             | 3 - 0   | AJ Auxerre            | | |
| Mardi 20 avril 2021 20:00 | ( Armand ) Lobry 37e · ( Beusnard) Georges 44e 77e | (2 - 0) |                       | Nouste Camp, Pau Spectateurs : 0 (huis clos) Diffuseur : beIN Sports Max 7 Arbitrage : Romain Delpech | Nouste Camp, Pau Spectateurs : 0 (huis clos) Diffuseur : beIN Sports Max 7 Arbitrage : Romain Delpech |
| Mardi 20 avril 2021 20:00 | Daubin 48e                                         | Rapport | 67e Lloris · 86e Hein | Nouste Camp, Pau Spectateurs : 0 (huis clos) Diffuseur : beIN Sports Max 7 Arbitrage : Romain Delpech | Nouste Camp, Pau Spectateurs : 0 (huis clos) Diffuseur : beIN Sports Max 7 Arbitrage : Romain Delpech |

| 35e journée                | AJ Auxerre                             | 2 - 1   | USL Dunkerque                    | | |
| Samedi 24 avril 2021 20:00 | ( Autret) ( Dugimont) Le Bihan 33e 55e | (1 - 1) | 2e Tchokounté () Kouagba         | Stade de l'Abbé-Deschamps, Auxerre Spectateurs : 0 (huis clos) Diffuseur : beIN Sports Max 6 Arbitrage : Guillaume Paradis | Stade de l'Abbé-Deschamps, Auxerre Spectateurs : 0 (huis clos) Diffuseur : beIN Sports Max 6 Arbitrage : Guillaume Paradis |
| Samedi 24 avril 2021 20:00 | Touré 84e                              | Rapport | 53e Gomis · 62e Boudaud · 89e Ba | Stade de l'Abbé-Deschamps, Auxerre Spectateurs : 0 (huis clos) Diffuseur : beIN Sports Max 6 Arbitrage : Guillaume Paradis | Stade de l'Abbé-Deschamps, Auxerre Spectateurs : 0 (huis clos) Diffuseur : beIN Sports Max 6 Arbitrage : Guillaume Paradis |

##### Mai 2021
| 36e journée               | SM Caen                                | 0 - 0   | AJ Auxerre                               | | |
| Samedi 1er mai 2021 20:00 |                                        | (0 - 0) |                                          | Stade Michel-d'Ornano, Caen Spectateurs : 0 (huis clos) Diffuseur : beIN Sports Max 8 Arbitrage : Bartolomeu Varela | Stade Michel-d'Ornano, Caen Spectateurs : 0 (huis clos) Diffuseur : beIN Sports Max 8 Arbitrage : Bartolomeu Varela |
| Samedi 1er mai 2021 20:00 | Fouda 27e · Deminguet 54e · Traoré 86e | Rapport | 57e Dugimont · 75e Camara · 85e Bellugou | Stade Michel-d'Ornano, Caen Spectateurs : 0 (huis clos) Diffuseur : beIN Sports Max 8 Arbitrage : Bartolomeu Varela | Stade Michel-d'Ornano, Caen Spectateurs : 0 (huis clos) Diffuseur : beIN Sports Max 8 Arbitrage : Bartolomeu Varela |

| 37e journée             | AJ Auxerre            | 1 - 1   | Grenoble Foot 38                            | | |
| Samedi 8 mai 2021 20:00 | ( Arcus) Le Bihan 39e | (1 - 1) | 3e (csc) Jubal Jr                           | Stade de l'Abbé-Deschamps, Auxerre Spectateurs : 0 (huis clos) Diffuseur : beIN Sports Max 7 Arbitrage : Olivier Thual | Stade de l'Abbé-Deschamps, Auxerre Spectateurs : 0 (huis clos) Diffuseur : beIN Sports Max 7 Arbitrage : Olivier Thual |
| Samedi 8 mai 2021 20:00 |                       | Rapport | 75e Belmonte · 90+6e Abdallah · 90+8e Ravet | Stade de l'Abbé-Deschamps, Auxerre Spectateurs : 0 (huis clos) Diffuseur : beIN Sports Max 7 Arbitrage : Olivier Thual | Stade de l'Abbé-Deschamps, Auxerre Spectateurs : 0 (huis clos) Diffuseur : beIN Sports Max 7 Arbitrage : Olivier Thual |

| 38e journée              | FC Sochaux-Montbéliard   | 2 - 3   | AJ Auxerre                                                | | |
| Samedi 15 mai 2021 20:00 | ( Mbakata) Lasme 43e 53e | (1 - 0) | 48e Hein ( Arcus) · 61e 64e Dugimont () Bernard () Autret | Stade Auguste-Bonal, Montbéliard Spectateurs : 0 (huis clos) Diffuseur : beIN Sports Max 9 Arbitrage : Bartolomeu Varela | Stade Auguste-Bonal, Montbéliard Spectateurs : 0 (huis clos) Diffuseur : beIN Sports Max 9 Arbitrage : Bartolomeu Varela |
| Samedi 15 mai 2021 20:00 | Rapport                  |         |                                                           | Stade Auguste-Bonal, Montbéliard Spectateurs : 0 (huis clos) Diffuseur : beIN Sports Max 9 Arbitrage : Bartolomeu Varela | Stade Auguste-Bonal, Montbéliard Spectateurs : 0 (huis clos) Diffuseur : beIN Sports Max 9 Arbitrage : Bartolomeu Varela |

#### Classement

##### Classement général
Source : Classement officiel sur le site de la LFP.
| Rang | Équipe                 | Pts | J  | G  | N  | P  | Bp | Bc | Diff |
| ---- | ---------------------- | --- | -- | -- | -- | -- | -- | -- | ---- |
| 1    | ESTAC Troyes           | 77  | 38 | 23 | 8  | 7  | 60 | 36 | +24  |
| 2    | Clermont Foot 63       | 72  | 38 | 21 | 9  | 8  | 61 | 25 | +36  |
| 3    | Toulouse FC R          | 70  | 38 | 20 | 10 | 8  | 71 | 42 | +29  |
| 4    | Grenoble Foot 38       | 65  | 38 | 18 | 11 | 9  | 51 | 35 | +16  |
| 5    | Paris FC               | 64  | 38 | 17 | 13 | 8  | 53 | 37 | +16  |
| 6    | AJ Auxerre             | 62  | 38 | 16 | 14 | 8  | 64 | 43 | +21  |
| 7    | FC Sochaux-Montbéliard | 51  | 38 | 12 | 15 | 11 | 45 | 37 | +8   |
| 8    | AS Nancy Lorraine      | 47  | 38 | 11 | 14 | 13 | 53 | 53 | 0    |
| 9    | EA Guingamp            | 47  | 38 | 10 | 17 | 11 | 41 | 43 | -2   |
| 10   | Amiens SC R            | 47  | 38 | 11 | 14 | 13 | 34 | 40 | -6   |
| 11   | Valenciennes FC        | 47  | 38 | 12 | 11 | 15 | 50 | 59 | -9   |
| 12   | Le Havre AC            | 47  | 38 | 11 | 14 | 13 | 38 | 48 | -10  |
| 13   | AC Ajaccio             | 46  | 38 | 11 | 13 | 14 | 34 | 43 | -9   |
| 14   | Pau FC P               | 44  | 38 | 11 | 11 | 16 | 42 | 49 | -7   |
| 15   | Rodez AF               | 43  | 38 | 8  | 19 | 11 | 38 | 44 | -6   |
| 16   | USL Dunkerque P        | 41  | 38 | 10 | 11 | 17 | 34 | 47 | -13  |
| 17   | SM Caen                | 41  | 38 | 9  | 14 | 15 | 34 | 49 | -15  |
| 18   | Chamois niortais FC    | 41  | 38 | 9  | 14 | 15 | 34 | 58 | -24  |
| 19   | FC Chambly Oise        | 38  | 38 | 9  | 11 | 18 | 41 | 64 | -23  |
| 20   | LB Châteauroux         | 23  | 38 | 4  | 11 | 23 | 32 | 58 | -26  |

Promotions et relégations
- Promotion en Ligue 1 2021-2022
- Barrages de promotion en Ligue 1
- Barrages de relégation en National
- Relégation en National 2021-2022

Abréviations
- P : Promu de National 2019-2020
- R : Relégué de Ligue 1 2019-2020

#### Meilleurs buteurs
Ce tableau regroupe l'ensemble des buteurs de l'AJ Auxerre en Ligue 2.
Mis à jour le 2 septembre 2021 à la fin de la saison.
| Pl. | Buteur           | But inscrit |
| --- | ---------------- | ----------- |
| 1   | Mickaël Le Bihan | 19          |
| 2   | Rémy Dugimont    | 14          |
| 3   | Mathias Autret   | 6           |
| 4   | Hamza Sakhi      | 5           |
| 5   | Gauthier Hein    | 4           |
| -   | Gautier Lloris   | 4           |
| 7   | Kévin Fortuné    | 3           |
| 8   | Axel Ngando      | 2           |
| -   | Alexandre Coeff  | 2           |
| -   | Jubal Jr         | 2           |
| -   | Yanis Begraoui   | 2           |
| 12  | Quentin Bernard  | 1           |

#### Meilleurs passeurs décisifs
Ce tableau regroupe l'ensemble des passeurs décisifs de l'AJ Auxerre en Ligue 2.
Mis à jour le 2 septembre 2021 à la fin de la saison.
| Pl. | Passeur          | Passe décisive |
| --- | ---------------- | -------------- |
| 1   | Mathias Autret   | 13             |
| 2   | Hamza Sakhi      | 11             |
| 3   | Carlens Arcus    | 5              |
| 4   | Mickaël Le Bihan | 4              |
| 5   | Axel Ngando      | 3              |
| -   | Rémy Dugimont    | 3              |
| 7   | Gauthier Hein    | 2              |
| -   | Quentin Bernard  | 2              |
| 9   | Gautier Lloris   | 1              |
| -   | Alexandre Coeff  | 1              |
| -   | Jubal Jr         | 1              |

### Coupe de France
L'AJ Auxerre entre en lice au 8e tour.
Initialement prévu lors du week-end du 12 et 13 décembre 2020, le 8e tour est programmé au mardi 19 janvier 2021.
| 8e tour                     | AJ Auxerre    | 1 - 0   | ESTAC Troyes             | | |
| Mardi 19 janvier 2021 21:00 | Bellugou 57e  | (0 - 0) |                          | Stade de l'Abbé-Deschamps, Auxerre Spectateurs : 0 (huis clos) Diffuseur : Eurosport 2 Arbitrage : Romain Delpech | Stade de l'Abbé-Deschamps, Auxerre Spectateurs : 0 (huis clos) Diffuseur : Eurosport 2 Arbitrage : Romain Delpech |
| Mardi 19 janvier 2021 21:00 | Souprayen 76e |         | 56e Dembélé · 74e Camara | Stade de l'Abbé-Deschamps, Auxerre Spectateurs : 0 (huis clos) Diffuseur : Eurosport 2 Arbitrage : Romain Delpech | Stade de l'Abbé-Deschamps, Auxerre Spectateurs : 0 (huis clos) Diffuseur : Eurosport 2 Arbitrage : Romain Delpech |

| 32e de finale                  | AJ Auxerre | 0 - 2   | Olympique de Marseille      | | |
| Mercredi 10 février 2021 14:45 |            | (0 - 0) | 54e Benedetto · 90+2e Dieng | Stade de l'Abbé-Deschamps, Auxerre Spectateurs : 0 (huis clos) Diffuseur : Eurosport 2, France 3 Régions Arbitrage : Frank Schneider | Stade de l'Abbé-Deschamps, Auxerre Spectateurs : 0 (huis clos) Diffuseur : Eurosport 2, France 3 Régions Arbitrage : Frank Schneider |

#### Meilleurs buteurs
Ce tableau regroupe l'ensemble des buteurs de l'AJ Auxerre en Coupe de France.
Mis à jour le 20 janvier 2021 après le 8e tour.
| Pl. | Buteur            | But inscrit |
| --- | ----------------- | ----------- |
| 1   | François Bellugou | 1           |

### Statistiques

#### Meilleurs buteurs
Ce tableau regroupe l'ensemble des buteurs de l'AJ Auxerre.
Mis à jour le 2 septembre 2021 à la fin de la saison.
| Pl. | Buteur            | L2 | CDF | Total |
| --- | ----------------- | -- | --- | ----- |
| 1   | Mickaël Le Bihan  | 19 | 0   | 19    |
| 2   | Rémy Dugimont     | 14 | 0   | 14    |
| 3   | Mathias Autret    | 6  | 0   | 6     |
| 4   | Hamza Sakhi       | 5  | 0   | 5     |
| 5   | Gauthier Hein     | 4  | 0   | 4     |
| -   | Gautier Lloris    | 4  | 0   | 4     |
| 7   | Kévin Fortuné     | 3  | 0   | 3     |
| 8   | Axel Ngando       | 2  | 0   | 2     |
| -   | Alexandre Coeff   | 2  | 0   | 2     |
| -   | Jubal Jr          | 2  | 0   | 2     |
| -   | Yanis Begraoui    | 2  | 0   | 2     |
| 12  | Quentin Bernard   | 1  | 0   | 1     |
| -   | François Bellugou | 0  | 1   | 1     |

## Équipe réserve

### National 2
La réserve de l'AJ Auxerre évolue en National 2 dans le groupe B.
| Journée   | Date     | Horaire | Domicile          | Résultat | Extérieur               | Buteurs auxerrois    |
| --------- | -------- | ------- | ----------------- | -------- | ----------------------- | -------------------- |
| Journée 1 | 22/08/20 | 18h00   | FC 93             | 2 - 1    | AJ Auxerre rés.         | Feitosa              |
| Journée 2 | 29/08/20 | 18h00   | AJ Auxerre rés.   | 1 - 0    | Olympique Saint-Quentin | Ben Fredj            |
| Journée 3 | 01/09/20 | 17h00   | SC Schiltigheim   | 1 - 3    | AJ Auxerre rés.         | Sinayoko · Mercier   |
| Journée 4 | 05/09/20 | 17h00   | AJ Auxerre rés.   | 0 - 0    | Paris 13 Atletico       |                      |
| Journée 5 | 12/09/20 | 18h00   | CS Sedan Ardennes | 1 - 1    | AJ Auxerre rés.         | Sinayoko             |
| Journée 6 | 19/09/20 | 18h00   | RC Lens rés.      | 2 - 2    | AJ Auxerre rés.         | Mercier · Sinayoko   |
| Journée 7 | 26/09/20 | 16h00   | AJ Auxerre rés.   | 2 - 1    | Stade de Reims rés.     | Sinayoko             |
| Journée 8 | 10/10/20 | 18h00   | AS Beauvais Oise  | 4 - 1    | AJ Auxerre rés.         | Feitosa              |
| Journée 9 | 24/10/20 | 18h00   | AJ Auxerre rés.   | 2 - 2    | Gazélec FC Ajaccio      | Ben Fredj · Sinayoko |

La compétition est arrêtée au 29 octobre 2020 en raison de la pandémie de Covid-19.
Le championnat ne reprendra finalement pas.
| Rang | Équipe                       | Pts | J | G | N | P | Bp | Bc | Diff |
| ---- | ---------------------------- | --- | - | - | - | - | -- | -- | ---- |
| 1    | Paris 13 Atletico            | 16  | 9 | 4 | 4 | 1 | 10 | 4  | +6   |
| 2    | SA Épinal                    | 15  | 8 | 5 | 0 | 3 | 10 | 8  | +2   |
| 3    | FCSR Haguenau                | 13  | 8 | 3 | 4 | 1 | 9  | 6  | +3   |
| 4    | FC Metz rés. P               | 13  | 8 | 4 | 1 | 3 | 9  | 7  | +2   |
| 5    | RC Lens rés.                 | 13  | 8 | 4 | 2 | 2 | 12 | 14 | -2   |
| 6    | FC 93 Bobigny-Bagnolet-Gagny | 13  | 7 | 4 | 1 | 2 | 8  | 10 | -2   |
| 7    | AJ Auxerre rés. P            | 13  | 9 | 3 | 4 | 2 | 13 | 13 | 0    |
| 8    | US Lusitanos Saint-Maur      | 13  | 8 | 4 | 1 | 3 | 13 | 7  | +6   |
| 9    | GFC Ajaccio R                | 12  | 8 | 3 | 3 | 2 | 11 | 7  | +4   |
| 10   | ASM Belfort                  | 12  | 9 | 3 | 3 | 3 | 12 | 10 | +2   |
| 11   | AS Beauvais P                | 10  | 8 | 2 | 4 | 2 | 10 | 8  | +2   |
| 12   | Stade de Reims rés.          | 9   | 8 | 2 | 3 | 3 | 14 | 10 | +4   |
| 13   | CS Sedan Ardennes            | 8   | 7 | 1 | 5 | 1 | 5  | 5  | 0    |
| 14   | Entente SSG                  | 7   | 9 | 2 | 1 | 6 | 8  | 13 | -5   |
| 15   | SC Schiltigheim              | 5   | 9 | 1 | 2 | 6 | 5  | 20 | -15  |
| 16   | Olympique Saint-Quentin      | 4   | 9 | 0 | 4 | 5 | 6  | 13 | -7   |

|  | Promu en National. |
|  | Relégué en National 3. |
|  | R Relégué de National. P Promu de National 3. Pts points ; G victoires ; N match nuls ; P défaites Bp buts marqués ; Bc buts encaissés ; Diff différence de buts ; (Ratio Pts/Matchs) Ratio Points par Matchs |

#### Site officiel de l'AJ Auxerre
1. 1 2  « Le match Auxerre-Bourges annulé », site de l'AJ Auxerre, 2 août 2020. Consulté le 4 août 2020.
2. 1 2  « L'AJ Auxerre affrontera l'US Orléans demain à 17h au Stade de la Source », twitter de l'AJ Auxerre, 4 août 2020. Consulté le 4 août 2020.
3. 1 2  « Communiqué 14 août 2020 », site de l'AJ Auxerre, 14 août 2020. Consulté le 15 août 2020.
4. ↑  « Le programme des matches amicaux », site de l'AJ Auxerre, 21 juillet 2020. Consulté le 21 juillet 2020.
5. ↑  « Le match Auxerre-Dijon annulé », site de l'AJ Auxerre, 2 septembre 2020. Consulté le 3 septembre 2020.
6. 1 2 3 4 5 6  « Six joueurs ne prolongeront pas l’aventure », site de l'AJ Auxerre, 7 juin 2020. Consulté le 7 juin 2020.
7. ↑  « Kévin Fortuné s’engage avec l’AJA », site de l'AJ Auxerre, 26 mai 2020. Consulté le 26 mai 2020.
8. ↑  « Kryss Chapelle passe professionnel », site de l'AJ Auxerre, 2 juin 2020. Consulté le 2 juin 2020.
9. ↑  « L’AJA recrute Alec Georgen », site de l'AJ Auxerre, 3 juin 2020. Consulté le 3 juin 2020.
10. ↑  « Donovan Léon de retour à la maison », site de l'AJ Auxerre, 23 juin 2020. Consulté le 23 juin 2020.
11. ↑  « Gautier Lloris nouveau défenseur de l’AJA », site de l'AJ Auxerre, 25 juin 2020. Consulté le 25 juin 2020.
12. ↑  « Hein beau renfort pour l’AJA », site de l'AJ Auxerre, 26 juin 2020. Consulté le 26 juin 2020.
13. ↑  « Mathias Autret, nouveau renfort auxerrois », site de l'AJ Auxerre, 29 juin 2020. Consulté le 29 juin 2020.
14. ↑  « Une touche brésilienne dans l’Yonne », site de l'AJ Auxerre, 3 septembre 2020. Consulté le 3 septembre 2020.
15. ↑  « Nicolas Mercier signe professionnel », site de l'AJ Auxerre, 2 octobre 2020. Consulté le 25 octobre 2020.
16. 1 2  « Yanis Merdji et Abdoul Ba quittent l’AJA », site de l'AJ Auxerre, 25 novembre 2020. Consulté le 25 novembre 2020.
17. ↑  « Paul Joly signe professionnel », site de l'AJ Auxerre, 13 octobre 2020. Consulté le 13 octobre 2020.

#### Ligue2.fr
1. ↑  « Les championnats suspendus », site de la Ligue de football professionnel, 13 mars 2020. Consulté le 9 avril 2020.
2. ↑  « CONNAISSANCE PRISE DES DÉCISIONS ET DÉCLARATIONS DU PREMIER MINISTRE ET DU GOUVERNEMENT, LA LFP ACTE LA FIN DE LA SAISON 2019/2020 », site de la Ligue de football professionnel, 30 avril 2020. Consulté le 30 avril 2020.

#### Autres
1. 1 2  « Roxana Maracineanu : « Le sport ne sera pas prioritaire dans notre société » », site de L'Équipe, 22 avril 2020. Consulté le 16 mai 2020.
2. ↑  « Ligue 2 - Les dates de reprise de l'entraînement, club par club », sur maligue2.fr, 6 juin 2020. Consulté le 8 juin 2020.
3. 1 2 3  « L'AJ Auxerre fera son stage de préparation estival en Alsace, du côté de Munster. », facebook de la Ligue du Grand-Est de football, 7 juin 2020. Consulté le 8 juin 2020.
4. ↑  « DFCO - AJ Auxerre au programme cette semaine », site du Dijon FCO, 31 août 2020. Consulté le 1er septembre 2020.
5. ↑  (el) « Ο Zacharie Boucher στον ΑΡΗ! », sur le site de l'Áris FC,‎ 9 septembre 2020 (consulté le 9 septembre 2020).
6. ↑  « Bendjaloud Youssouf première recrue », site du Mans FC, 8 juin 2020. Consulté le 8 juin 2020.
7. ↑  (no) « Jordan Adéoti klar for Sarpsborg 08 », sur le site de Sarpsborg 08 FF, 5 août 2020 (consulté le 6 août 2020).
8. ↑  « Mickaël Barreto, un renfort de poids ! », site de l'AC Ajaccio, 14 juin 2020. Consulté le 14 juin 2020.
9. ↑  (zh) « 四川九牛官方：签下几内亚国脚前锋亚塔拉 », sur nb.sportscn.com,‎ 10 septembre 2020 (consulté le 11 septembre 2020).
10. ↑  (nl) « Eerste transfer voor het nieuwe seizoen », sur le site du Cercle Bruges KSV, 5 juin 2020 (consulté le 5 juin 2020).
11. ↑  « Dejan Sorgic rejoint le FC Lucerne », sur twitter de l'AJ Auxerre, 1er octobre 2020 (consulté le 24 novembre 2020).
12. ↑  « Mathieu Michel et Joseph Mendes sont Chamois ! », sur le site des Chamois niortais FC, 5 octobre 2020 (consulté le 13 octobre 2020).
13. ↑  « Effectif pro », sur aja.fr (consulté le 19 octobre 2017)
14. ↑  Seule la nationalité sportive est indiquée. Un joueur peut avoir plusieurs nationalités mais n'a le droit de jouer que pour une seule sélection nationale.
15. ↑  Seule la sélection la plus importante est indiquée.
16. ↑  « Tirage au sort le 7 janvier », site de la Fédération française de football, 30 décembre 2020. Consulté le 30 décembre 2020.
17. ↑  Covid 19 : Décision de la FFF concernant les compétitions », site de la Fédération française de football, 29 octobre 2020. Consulté le 29 octobre 2020.